# Carpentras
Carpentras (okzitanisch Carpentràs) ist eine südfranzösische, provenzalische Gemeinde mit 30.854 Einwohnern (Stand 1. Januar 2022) im Département Vaucluse in der Region Provence-Alpes-Côte d’Azur. Sie ist Sitz des Arrondissements Carpentras und des Kantons Carpentras.
Vom Ende des 6. Jahrhunderts bis zum Konkordat von 1801 war Carpentras Sitz eines Bistums, dessen Bischofssitz sich vom 7. bis etwa ins 11. Jahrhundert zeitweise in Venasque befand.

## Lage und Klima
Carpentras liegt in ca. 26 km Entfernung (Fahrtstrecke) zu Füßen des Mont Ventoux; Teile des Gemeindegebietes gehören zum Regionalen Naturpark Mont-Ventoux.

## Bevölkerungsentwicklung
| Jahr                       | 1800  | 1851   | 1901   | 1954   | 1999   | 2020   |
| Einwohner                  | 8.489 | 10.711 | 10.443 | 15.076 | 26.090 | 29.865 |
| Quellen: Cassini und INSEE |       |        |        |        |        |        |

Die Mechanisierung der Landwirtschaft und die Aufgabe bäuerlicher Kleinbetriebe („Höfesterben“) führten in der ersten Hälfte des 20. Jahrhunderts zu einer stetigen Zunahme der Einwohnerzahlen in den Städten („Landflucht“).

## Wirtschaft
Seit dem Jahr 1768 wird in der Umgebung von Carpentras Färberkrapp (Rubia tinctorum) in großem Umfang angebaut und eingesetzt. Damit stieg Carpentras erneut zur Marktstadt auf. Mit dem Bau einer Kanalabzweigung (Canal de Carpentras) im Jahr 1860 konnte das Wasser der Durance die trockenen Felder der steppenähnlichen Garigue zu einem fruchtbaren Garten umgestalten. Damit steigerte sich der Anbau von Gemüse und Obst, wie zum Beispiel Trauben, Kirschen und Erdbeeren, die schon sehr früh im Jahr auf den Märkten der Umgebung verkauft werden.
Die Stadt ist seit 25. April 2015 mit einer Bahnlinie im Stundentakt mit Avignon und dem dortigen TGV-Bahnhof verbunden. Die 16 km lange Bahnstrecke vom Abzweigbahnhof in Sorgues bis Carpentras war seit dem Jahr 1938 nicht mehr mit Personenzügen befahren worden.

## Geschichte

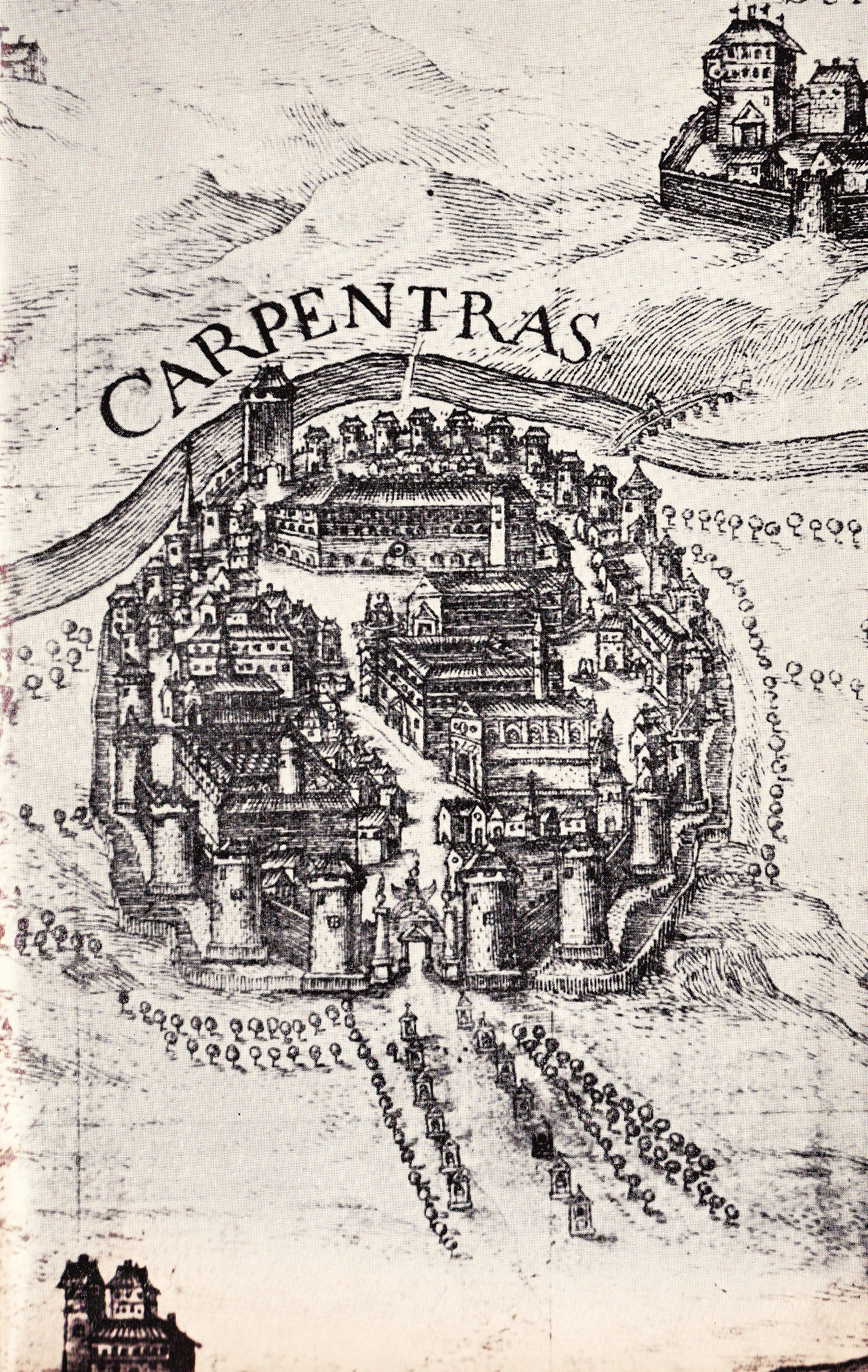
Carpentras (um 1700)

Carpentras ist seit dem 5. Jahrhundert v. Chr. als Marktplatz überliefert. Es geht auf eine keltische Siedlung des Stammes der Meminien zurück, die von phönizischen und griechischen Händlern als Handelsplatz besucht wurde, um Weizen, Honig, Ziegen, Schafe und Häute zu kaufen. In gallo-römischer Zeit war Carpentras – damals Carpentorate oder auch Carpentoracte – ebenfalls besiedelt, wovon ein eindrucksvoller römischer Ehrenbogen zeugt. Aus dieser Zeit wurde eine Weiheinschrift für den gallo-römischen Lokalgott Mars Nabelcus aufgefunden.
Seit dem Jahr 1274 gehörte Carpentras zum päpstlichen Herrschaftsgebiet des Comtat Venaissin. Zwischen 1309 und 1314 machte Papst Clemens V. Carpentras – neben Avignon – zu seiner Residenz. In der Amtszeit von Papst Innozenz VI. (1352–1362) wurde die Stadt von einer Stadtmauer mit 32 Türmen und vier Toren gegen die plündernden Söldnertruppen der Grandes Compagnies umgeben. Die Tore waren nach den vier ausfallenden Landstraßen benannt: Mazaner Tor (Porte de Mazan, Osten), Perneser Tor (Porte de Pernes, Süden), Monteuxer Tor (Porte Monteux, Südwesten) und Oranger Tor (Porte d’Orange, Nordwesten), das allein überlebt hat. Ab dem Jahr 1320 war Carpentras Hauptstadt des Comtat Venaissin, der provenzalischen Grafschaft des Papstes, und blieb dies bis zur Französischen Revolution, als das Comtat nach einem Plebiszit von der Französischen Republik annektiert wurde.
Dank der Asylpolitik der päpstlichen Kurie war Carpentras neben Cavaillon, Avignon und L’Isle-sur-la-Sorgue ein wichtiges Zentrum und Fluchtpunkt des französischen Judentums vor der Verfolgung unter Philipp IV. dem Schönen. Juden bewohnten ein Ghetto, ein Judenviertel (carrière), dessen Tore jeden Abend verschlossen wurden. Die Synagoge aus dem Jahr 1367 ist die älteste ganz Frankreichs; sie wurde im Jahr 1743 durch eine neue ergänzt. In ihr werden noch heute Gottesdienste abgehalten. Sehenswert ist die Mikwe der ersten Synagoge von 1367.
Carpentras ist eine jener provenzalischen Kommunen, in denen der Front National großen Einfluss besitzt, die rechtsgerichtete Partei erreicht hier seit Jahren konstant 15 bis 20 % der Stimmen; bei der Präsidentschaftswahl 2017 waren es 30,6 %. 
Am 8. Mai 1990 wurde Carpentras’ jüdischer Friedhof geschändet, eine Tat, die über ähnliche Vorfälle an anderen Orten hinausging, da die Täter nicht nur 34 Grabsteine zerstört, sondern einen Leichnam auch ausgegraben und gepfählt, das heißt, auf einen Pflock gespießt hatten. Die zwei Tage später entdeckte Tat löste angewiderte Reaktionen aus. Am 14. Mai 1990 demonstrierten landesweit tausende Menschen gegen Antisemitismus und die damals noch offen antisemitische Partei Front National unter Jean-Marie Le Pen. Rund 200.000 Demonstranten – darunter Präsident François Mitterrand – versammelten sich in Paris. Als direkte Folge kann das zwei Monate später erlassene Gesetz Loi Gaysott gesehen werden, das die Leugnung von Verbrechen gegen die Menschlichkeit unter Strafe stellt. Eine siebenjährige Ermittlung stellte rechtsextremen Hass auf Juden als Tatmotiv fest. Gefängnisstrafen von vier Monaten bis zwei Jahren wurden ausgesprochen.
Im Herbst 2005 kam es hier während des Freitagsgebets zum Brandanschlag auf eine Moschee, es entstand ein leichter Sachschaden.

## Sehenswürdigkeiten

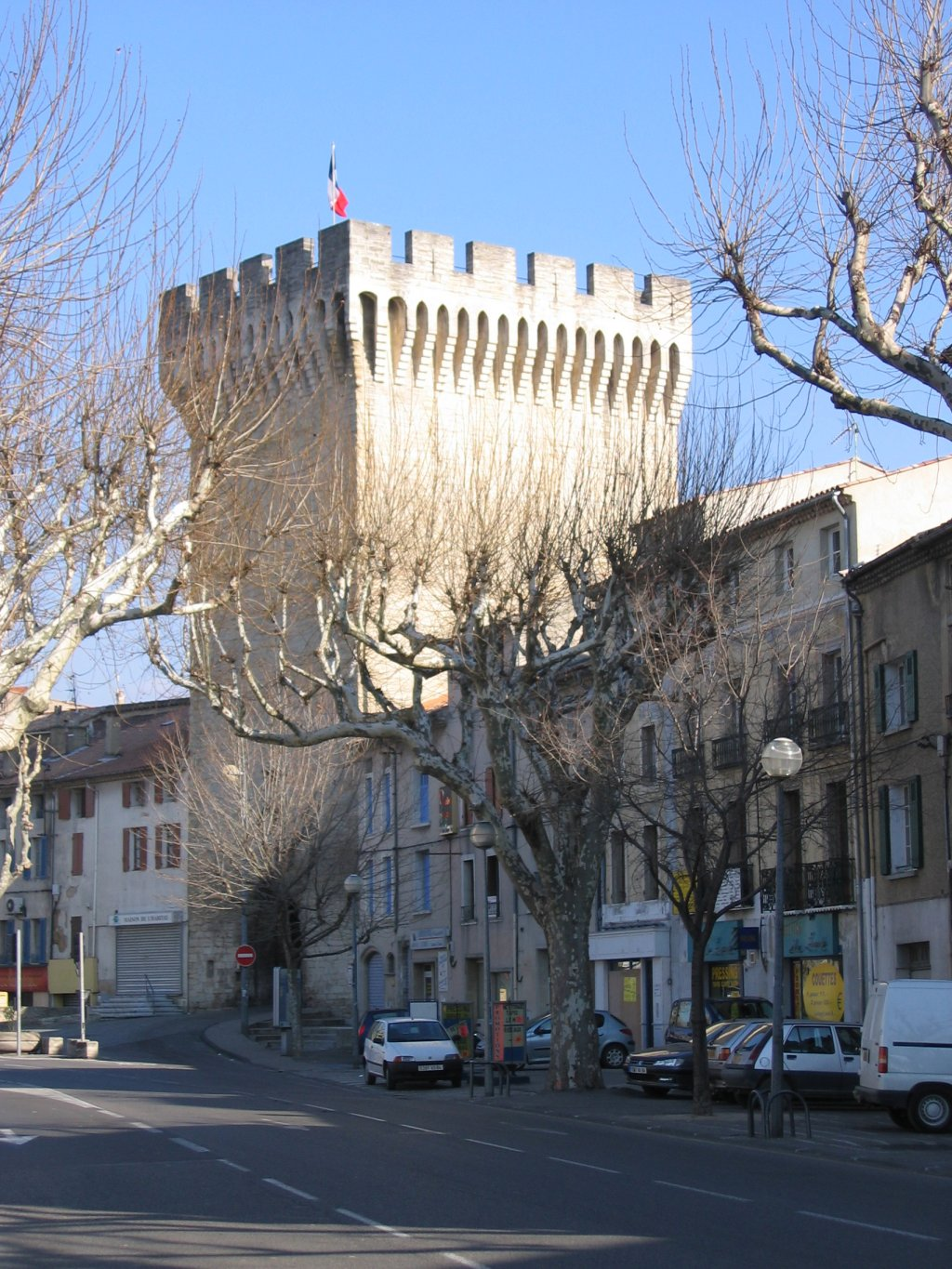
Porte d’Orange

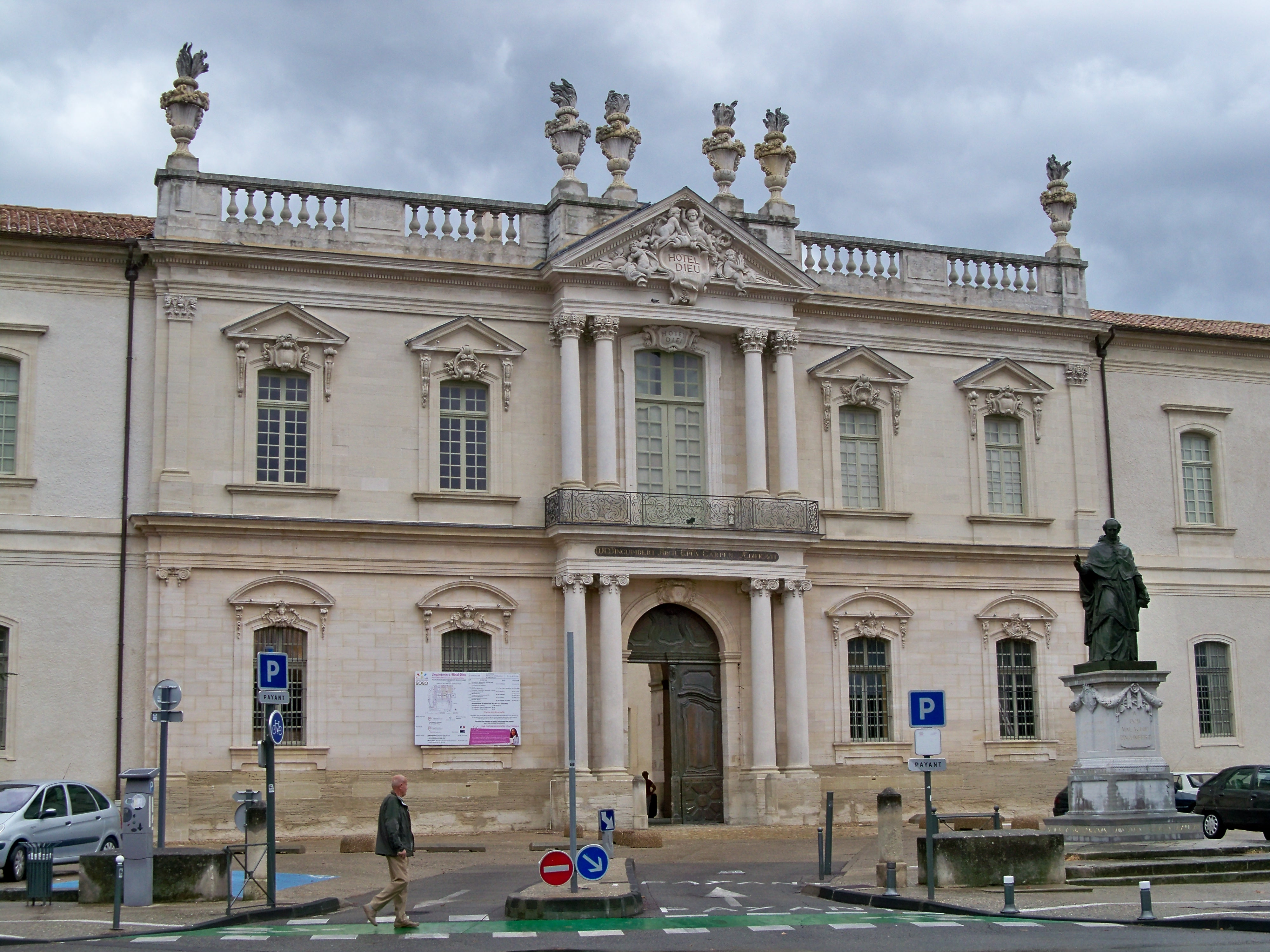
Fassade des Hôtel Dieu

### In der Stadt
- Der römische Ehrenbogen, Arc de Carpentras genannt, befindet sich auf der Rückseite des Justizpalastes. Auf seiner Ostseite zeigt er zwei Gefangene, der eine in Fell (möglicherweise ein Germane), der andere in einer Tunika gekleidet. Es wird aufgrund der für das südliche Gallien exotischen Kleidung angenommen, dass es sich dabei um einen Mann aus dem Orient handelt.[3]
- Die 27 m hohe Porte d’Orange (um 1360) mit Zinnenkranz ist das einzige verbliebene Stadttor und als Dreimauertorturm (Halbschalenturm) stadtseitig offen. Es verfügt über zwei Bohlenstockwerke, eines über der gemauerten Durchfahrt (Tonnengewölbe) und die Verteidigungsplattform hinter den Zinnen.
- Der Beffroi genannte Turm war Teil der mittelalterlichen Stadtbefestigung; seit dem 16. Jahrhundert wurde er als Uhrturm genutzt. Der Glockenkäfig an seiner Spitze stammt aus dem 17. Jahrhundert.[4]
- Der Dominikanerorden war seit dem 13. Jahrhundert in Carpentras vertreten; das heutige, äußerst karg gestaltete Klostergebäude entstand um die Mitte des 17. Jahrhunderts.[5]
- Die ab dem Jahr 1367 entstandene Synagoge ist die älteste, immer noch genutzte in ganz Frankreich;[6] die eher unscheinbare Fassade stammt aus dem Jahr 1609.[7]
- Die ehemalige Kathedrale St-Siffrein trägt das Patrozinium des Hl. Sifredus (St. Siffrein); sie wurde von Gegenpapst Benedikt XIII. im Jahr 1404 in Auftrag gegeben und 1519 fertiggestellt, auch wenn sie im 17. Jahrhundert nachträglich noch eine Barockfassade bekam. Sie wurde in die Stadtmauer hineingebaut. Der Bischof konnte an der Messe von einer kleinen Loggia, die über die Empore im Hauptschiff erreichbar ist, teilnehmen. Das spätgotische Südportal wird traditionell als Porte Juive (Judenportal) bezeichnet, weil zum Christentum konvertierte Juden durch dieses Portal zur Taufe geführt wurden. Im Giebelfeld des Wimpergs ist eine steinerne Halbkugel dargestellt, die von Ratten angenagt wird. Diese Darstellung ist keine, wie häufig behauptet, Anspielung auf den Schwarzen Tod, da zum Zeitpunkt der Fertigstellung die Hintergründe der Krankheitsübertragung unbekannt waren. So könnte es sich um eine mittelalterliche Dämonendarstellung oder eine erniedrigende Darstellung der Konvertiten handeln.[8]
- Im Jahr 1669 wurde ein Armenhospital (Hospice de Charité) errichtet, um den Bedürftigen zu helfen; es wird heute als Ausstellungsgebäude genutzt.
- Im 18. Jahrhundert wurde auf Veranlassung des Bischofs Joseph-Dominique d’Inguimbert († 1757) ein Krankenhaus (Hôtel-Dieu) errichtet, dessen Apotheke mit einer bedeutenden Sammlung von Moustiers-Fayencen und einer prächtigen Bibliothek mit ca. 100.000 Bänden aufwarten kann. Das angeschlossene Musée Duplessis beherbergt zahlreiche Bilder des Barockmalers sowie seiner Zeitgenossen.
- Die Kapelle der „Schwarzen Büßer“ (Pénitents noirs) mit ihrer klassizistischen Fassade entstand im 18. Jahrhundert.[9]
- Das Musée Sobirats widmet sich den handwerklichen und künstlerischen Traditionen der Stadt.
- Berühmt ist auch der Wochenmarkt, der jeden Freitagvormittag in der gesamten Innenstadt stattfindet.

### In der Umgebung
- Etwa 1,5 km nordöstlich von Carpentras befindet sich ein Aquädukt, der anders als der Pont du Gard nicht antiken Ursprungs ist, sondern vom Architekten Antoine d’Allemand entworfen wurde. Im Jahr 1745 wurde er eingeweiht und überspannt mit 48 Bögen und 631 m Länge das Flüsschen Auzon; auf diese Weise wurde Carpentras bis zum Jahr 1893 mit Wasser versorgt.

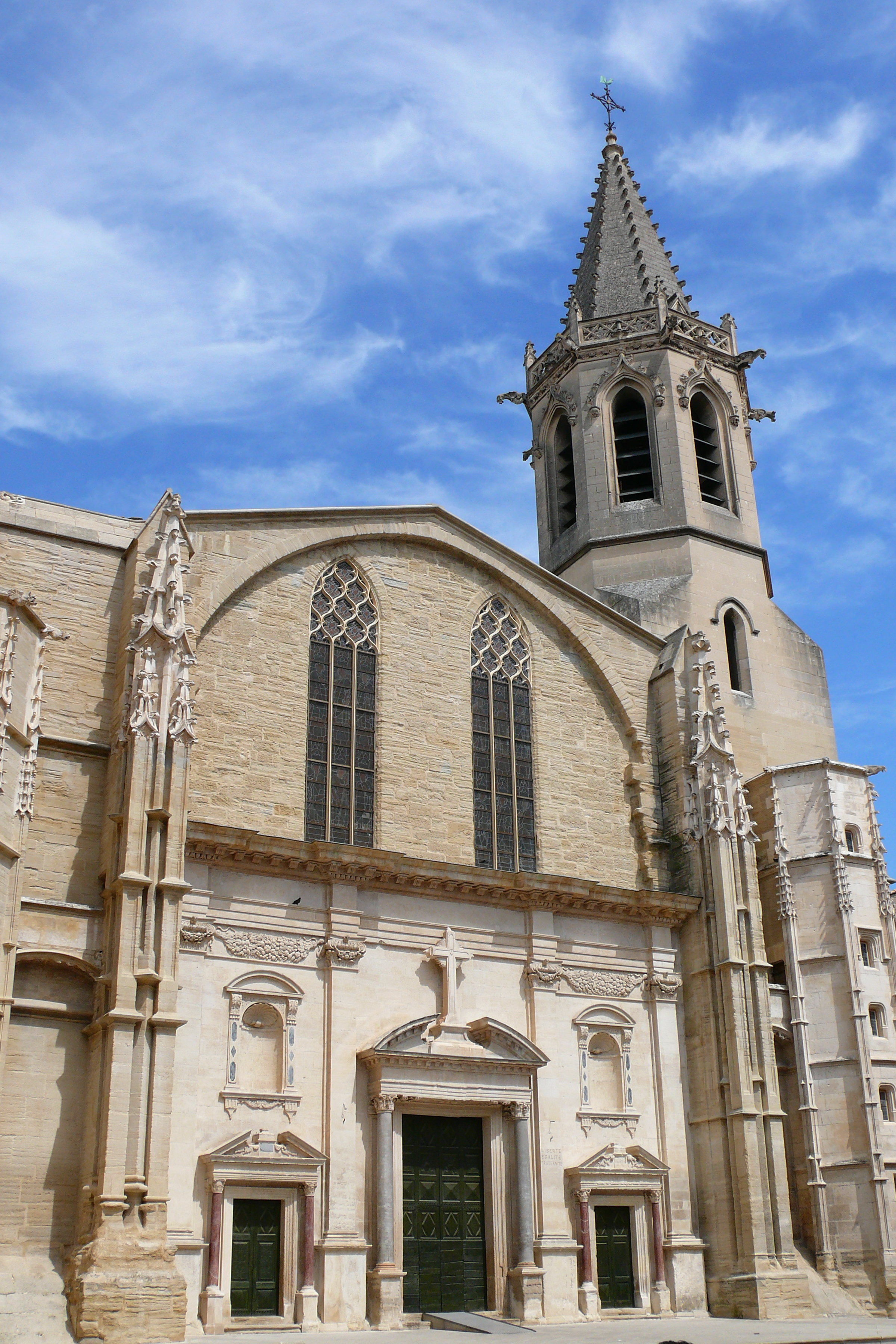
Barocke Westfassade der Kathedrale St. Siffrein
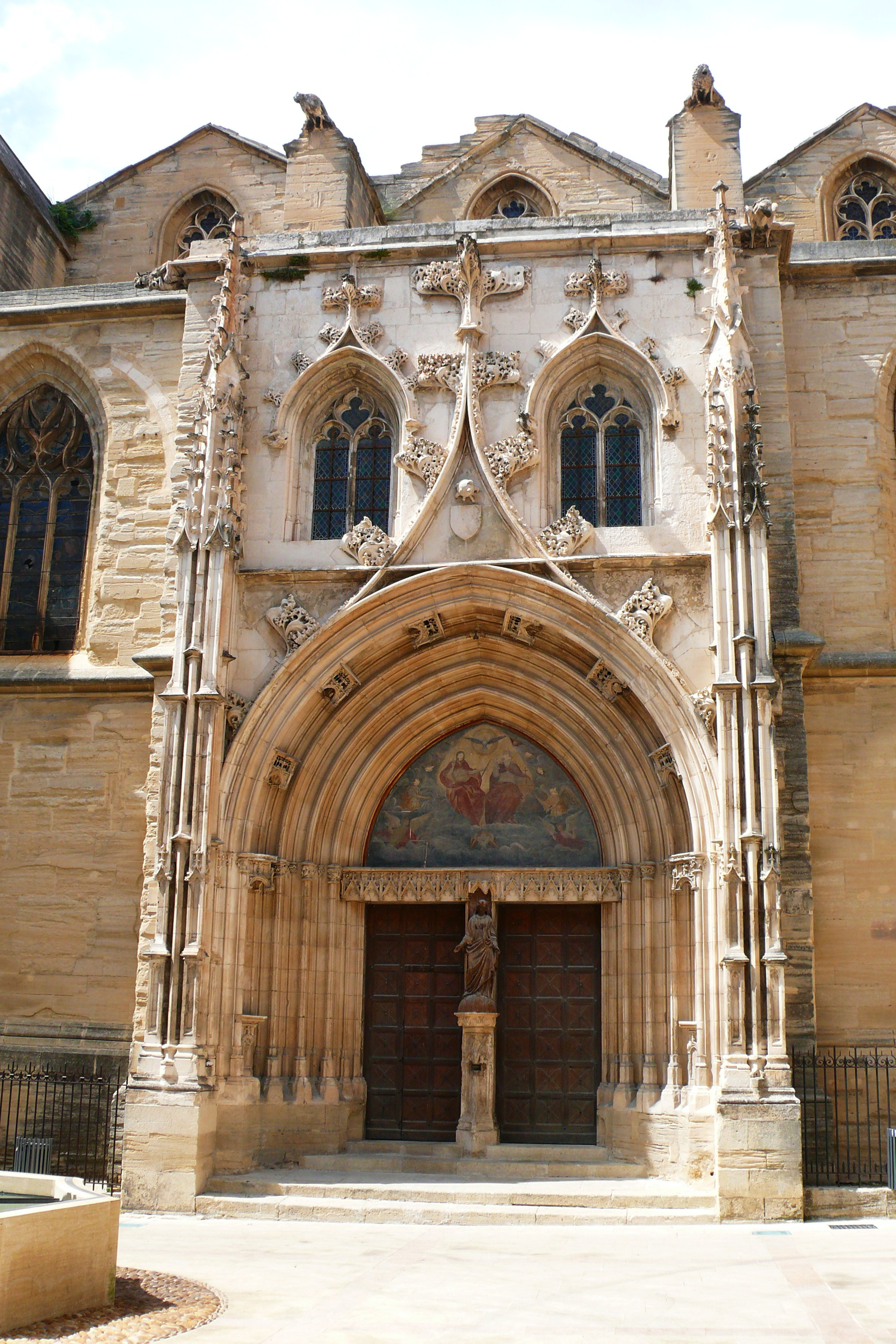
Gotische Südfassade der Kathedrale St. Siffrein
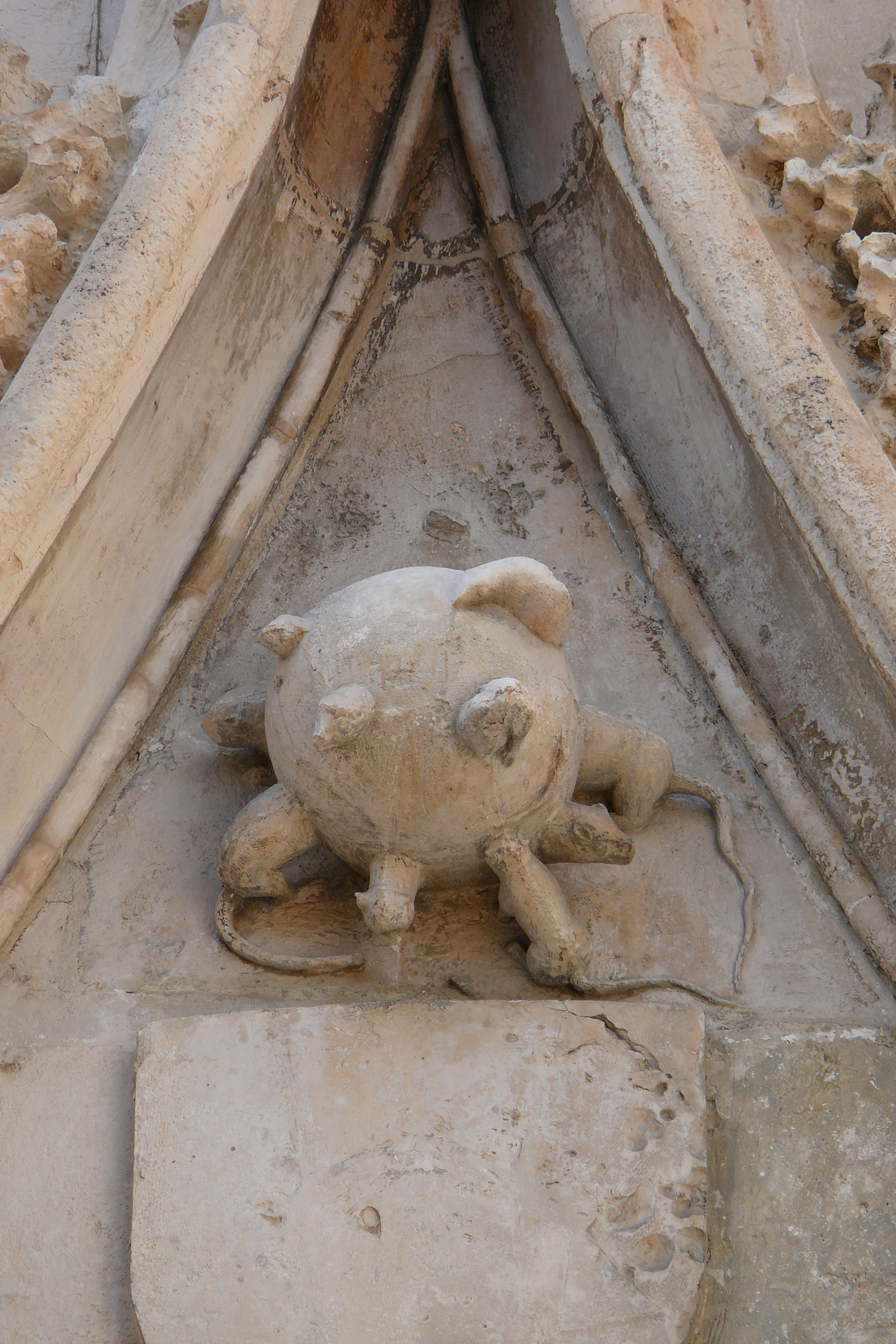
Detail aus der Südfassade der Kathedrale St. Siffrein
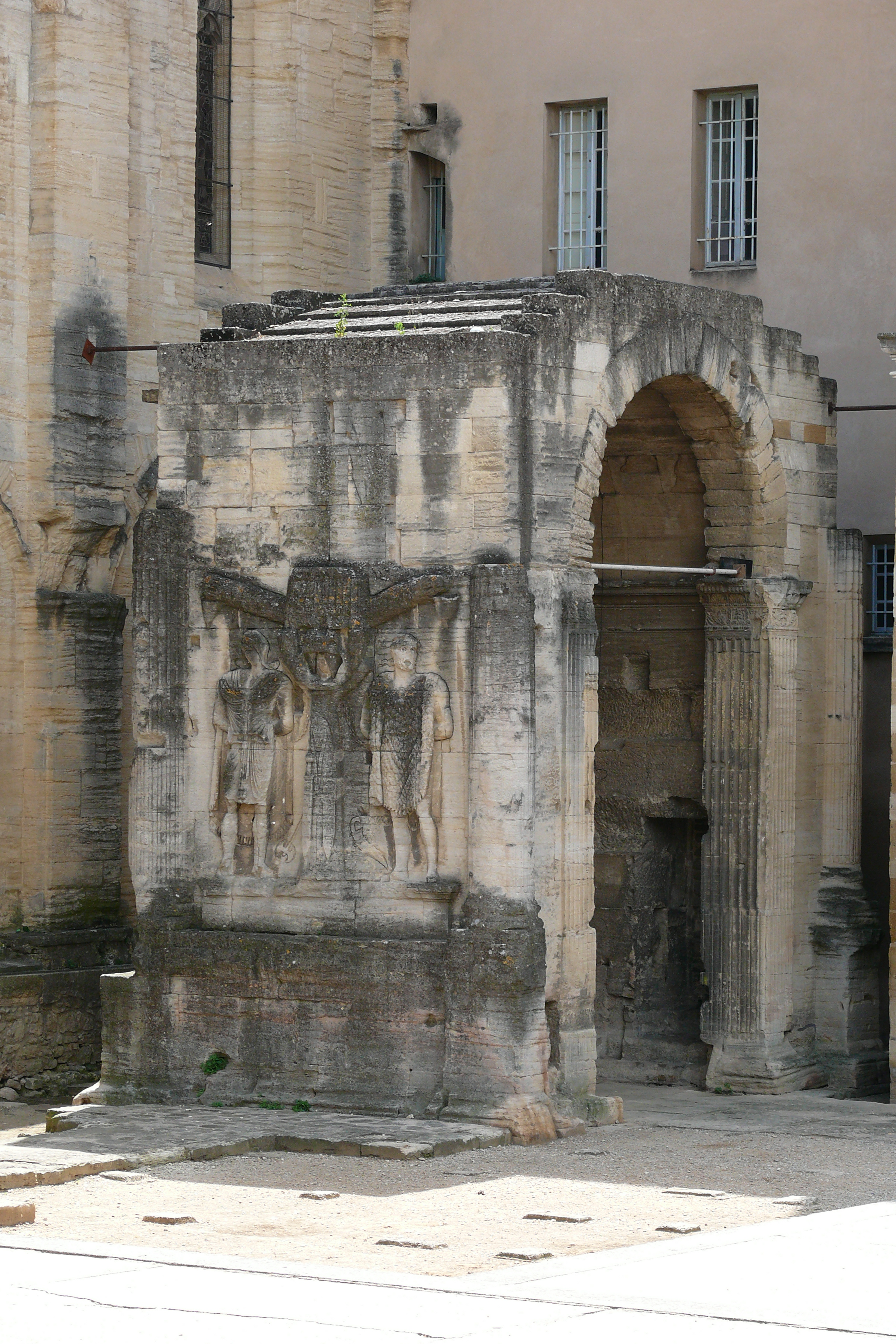
Römischer Ehrenbogen in Carpentras
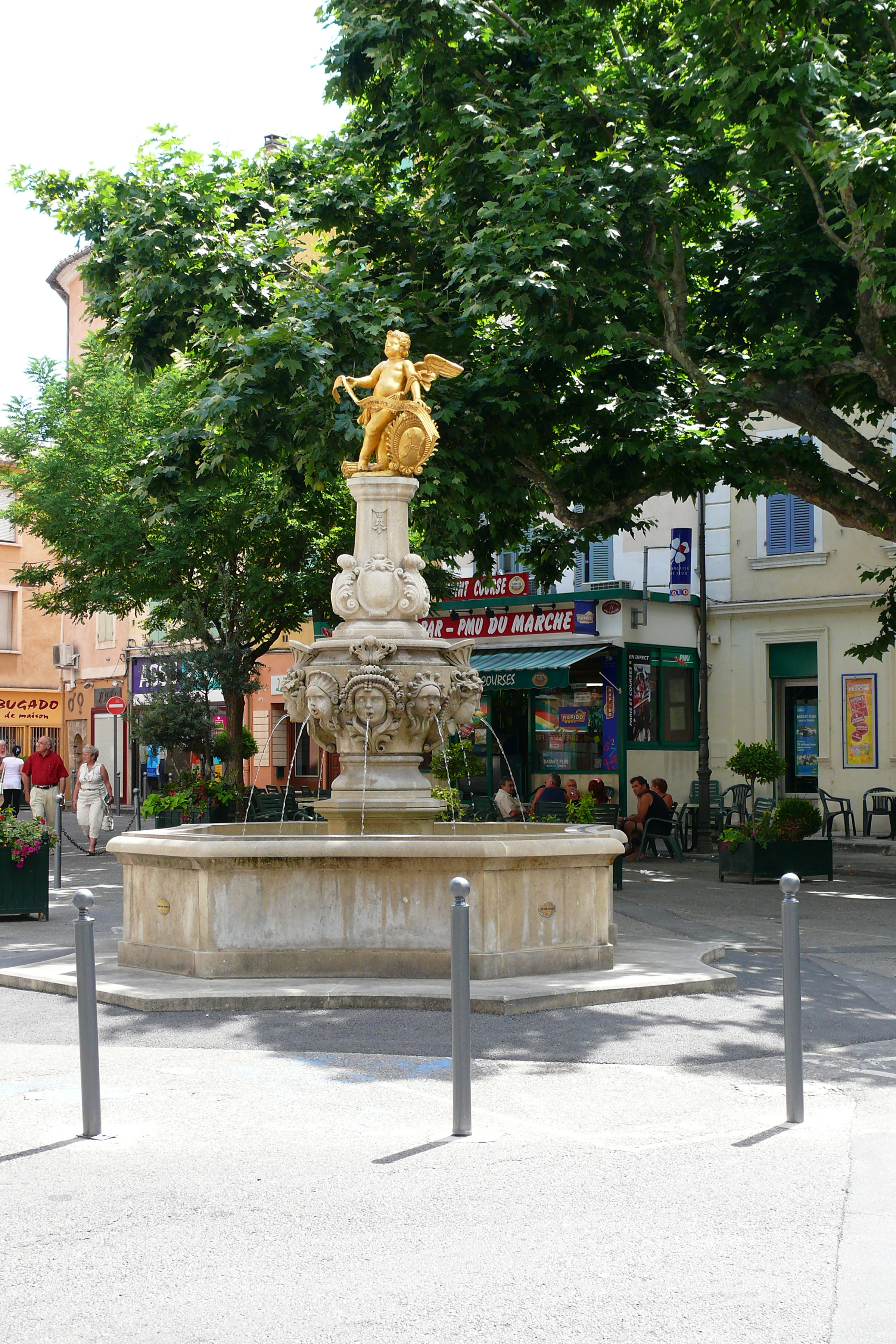
Brunnen in Carpentras
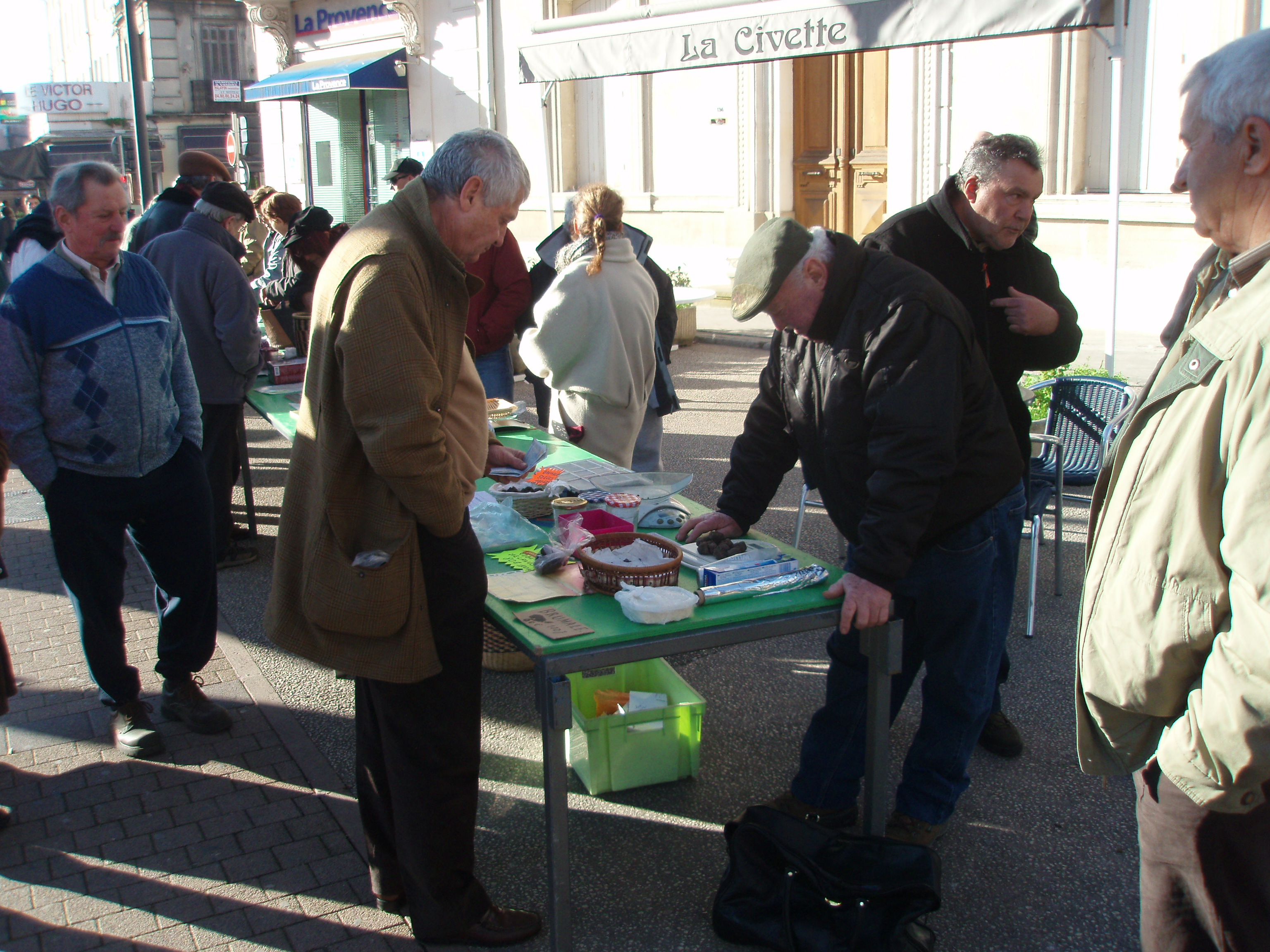
Trüffelmarkt in Carpentras

## Politik

### Wappen und Devise
Blasonierung: „In Rot zwei silberne Passionsnägel mit auswärts gestellter Öse, verbunden mit einer Kette im Gefüge einer Trense.“
Die Devise lautet: Unitas fortitudo, dissentio fragilitas („Einheit bringt Stärke, Uneinigkeit macht zerbrechlich“).

### Städtepartnerschaften
Carpentras pflegt Städtepartnerschaften mit:
- Vevey, Kanton Waadt, Schweiz
- Seesen, Niedersachsen, Deutschland
- Camaiore, Toskana, Italien

## Regelmäßige Veranstaltungen
- Musikfest: Im Juli und August veranstaltet Carpentras ein Musikfest, das insbesondere dem Komponisten Jacques Offenbach gewidmet ist.
- Carpentras war bereits mehrfach Ziel einer Etappe des internationalen Radrennens Tour de France.

## Persönlichkeiten
- Carpentras (eigentlich Elzéar Genet) (um 1470–1548), Renaissancekomponist
- Vasquin Philieul (1522–1586), Übersetzer
- Antoine d’ Allemand (1679–1760), Architekt
- Joseph-Dominique d’Inguimbert (1683–1757), Bischof von Carpentras
- Joseph-Marie-François de Lassone (1717–1788), Arzt
- Étienne Dantoine (1737–1809), Bildhauer
- Jean Joseph Xavier Bidauld (1758–1846), Maler
- Alexis-Vincent-Charles Berbiguier de Terre-Neuve du Thym (1765–1851), Autor und Dämonologe
- Victor Olivier de Puymanel (1768–1799), Abenteurer und Festungsbaumeister in Vietnam
- Jules Laurens (1825–1901), Maler, Radierer, Zeichner, Holzschneider und Schriftsteller
- Édouard Daladier (1884–1970), Politiker und Premierminister zu Beginn des Zweiten Weltkriegs
- Christophe Maé (* 1975), Sänger und Schauspieler
- Arthur Géa (* 2005), Tennisspieler